# Viața dublă a Veronicăi
Viața dublă a Veronicăi (în poloneză: Podwójne życie Weroniki, în franceză: La double vie de Véronique) este un film polonez din 1991 regizat de Krzysztof Kieślowski. Irène Jacob interpretează un rol dublu, Weronika și Véronique.
Filmul prezintă povestea a două femei identice care nu se cunosc, dar între care există o misterioasă legătură emoțională.